# Britanske podmornice klase M
Klasa M je klasa britanskih flotnih monitor podmornica.

## Razvoj
Početak 1. svjetskog rata i pomorske operacije u Sjevernom moru rezultirale su mnogim idejama o tome kako poboljšati tehničke mogućnosti britanskih podmornica koje će u konačnici dati taktičku prednost u odnosu na njemačku ratnu flotu. Jedan od takvih primjera bila je i podmorničarska M klasa. Početkom 1915. godine začela se ideja o izgradnji podmornice monitora koja bi uz torpedno naoružanje bila opremljena i topom velikog kalibra.

Taktička zamisao uporabe ovih podmornica svodila se na to da podmornica krstari određenim akvatorijom na periskopskoj dubini i traži potencijalno vrijedne ciljeve. Po otkrivanju cilja, podmornica bi izronila tek toliko da joj usta cijevi topa budu nekoliko stopa iznad površine vode, precizno bi nanišanila i ispalila teški topnički projektil i ponovno zaronila u sigurnost morskih dubina. Vrijeme potrebno za takvu napadnu operaciju moralo se maksimalno ograničiti na 3-4 minute. Vrlo zanimljiva ideja naišla je na dobar prijam kod bivšeg prvog lorda britanskog Admiraliteta - Johna Fishera, koji je dugo i uspješno lobirao za taj projekt kako u samom Admiralitetu tako i u političkom vrhu. Rezultat tog lobiranja bio je potpisivanje ugovora o izgradnji čak četiri flotne podmornice ove klase. Ugovorom je bilo predviđeno da se po dvije podmornice grade u Vickersovom brodogradilištu u Barrowsu i Armstrongovu brodogradilištu u Newcastleu.
S obzirom na činjenicu da su se ratni proizvodni planovi mijenjali onako kako su to materijalna situacija i taktička zbivanja na bojištima nalagala, otkazana je izgradnja četiri podmornice klase K (K18 - K21) i umjesto njih su trebale biti izgrađene podmornice - monitori. 

### Izgradnja
Izgradnja klase započela je u Barrow-in-Furnessu 12. i 13. srpnja 1916. polaganjem kobilica za podmornice M1 i M2. Prilikom projektiranja klase M, Vickersovi su se projektanti uglavnom poslužili provjerenim tehničkim rješenjima primijenjenim na podmornicama klase L. Glavni dizelski strojevi, električni motori i baterija su bili identični onima na klasi L. Izgradnja prvih dviju podmornica započetih u Barrowsu i treće, započete u Newcastleu u prosincu 1916. odvijala se prlično sporo pa je tek pred sam završetak rata bila isporučena samo podmornica M1. Ostale dvije podmornice isporučene su "debelo" nakon završetka rata, u veljači i srpnju 1920. Izgradnja četvrte podmornice iz predviđene serije otkazana je prije nego što je i započeta njezina izgradnja. Zbog smještaja mehanizma topa, njegove hidraulike, ali i komore topničkog streljiva za glavni i tri "mala" pomoćna topa, inicijalni projekt podmornice klase L morao je biti produljen za gotovo 20 m.

## Dizajn
Osnovni dizajn podmornice M1 uključivao je dizajn s djelomičnom primjenom dvostrukog trupa pri čemu je čvrsti trup obuhvaćao 65% duljine trupa. Unutrašnjost čvrstog trupa bila je s 11 pregrada podijeljena na 12 vodonepropusnih prostora, od kojih je po svojoj kubikaži od 216 m3 najveći bio prostor strojarnice. Podjela na vodonepropusne prostore možda i nije bila izvedena na zadovoljavajući način kao npr. klase K koja je imala mnogo veći pričuvni uzgon. S duljinom preko svega od 90,15 m i širinom od 7,52 m podmornica M1 imala je površinski deplasman od 1594 tone (iako tehnički podaci DCN-a govore o 1601 toni) odnosno podvodni od 1946 tona uz pričuvu uzgona od 23,8%. Robusna konstrukcija dozvoljavala je podmornici M1 proračunski zaron na dubine do 70 m.

### Naoružanje
U prednji dio konstrukcije zapovijednog tornja podmornice ukomponirana je konstrukcija glavnog topa kalibra 305 mm koji je preuzet s bojnih brodova klase Majestic. Sama konstrukcija topovske kule i mehanizma topa težila je gotovo 120 tona dok je borbeni komplet od 40 granata težio 29 tona. Ciljanje topom bilo je moguće samo po elevaciji jer se cijev mogla fiksirati pod kutovima od 5, 15 i 20 stupnjeva. Ciljanje po azimutu nije bilo moguće, već se pramac podmornice usmjeravao prema cilju.

Dok se na bojnom brodu brzina paljbe kretala do dva hica u minuti, na podmornici M1 je to bilo mnogo sporije i kudikamo zahtjevnije i ovisilo je o vremenskim prilikama, valovitosti mora, udaljenosti i tipu cilja itd. Zanimljiva je činjenica da je podmornica morala izroniti na površinu da bi top bio ponovno napunjen. Velika težina ugrađenih konstrukcija i ukrcanog tereta utjecala je da klasa M ima u odnosu na klasu K za 8,7% manji pričuvni uzgon - što ju je, s druge strane, učinilo brzo zaranjajućom podmornicom. Isto tako, povećanje svih deplasmana u odnosu na podmornice klase K imalo je također za posljedicu drastično smanjenje maksimalne brzine tako da M1 ni u kojem slučaju sa svojom površinskom brzinom 16 - 17 čv nije mogao pratiti površinsku flotu.
 
Ostatak sustava naoružanja činili su četiri pramčane torpedne cijevi kalibra 18 inča (440 mm) te palubni top kalibra 76 mm. Prema rezultatima testiranja provedenim nakon rata, ostalo je zabilježeno da je podmornica bila u stanju izroniti s periskopske dubine, namjestiti elemente za gađanje, ispaliti hitac i zaroniti na periskopsku dubinu za samo 90 sekundi.
Zaključcima Washingtonskog ugovora o ograničenju naoružanja iz 1920. godine sile pobjednice dogovorile su zabranu ugradnje topova kalibra većeg od 8 inča (203 mm) na podmornice. Upravo zbog toga Britanci su nakon rata izvršili konverziju preostalih dviju monitor podmornica za drugačije zadaće. Podmornica M2 preinačena je u podvodni hidrozrakoplovni nosač s podmornica M3 preinačena je u eksperimentalnog minopolagača.
M2 je izgubljen tijekom vježbi 26. siječnja 1932. godine a već sljedeće 1933. godine i M3 je završio u rezalištu.